# Лейк-Провіденс (Луїзіана)
Лейк-Провіденс (англ. Lake Providence) — місто (англ. town) в США, в окрузі Іст-Керролл штату Луїзіана. Населення — 3587 осіб (2020).

## Географія
Лейк-Провіденс розташований за координатами 32°48′7″ пн. ш. 91°10′31″ зх. д. / 32.80194° пн. ш. 91.17528° зх. д. (32.801973, -91.175232).  За даними Бюро перепису населення США в 2010 році місто мало площу 9,36 км², з яких 9,31 км² — суходіл та 0,05 км² — водойми.

## Демографія
Згідно з переписом 2010 року, у місті мешкала 3991 особа в 1480 домогосподарствах у складі 982 родин. Густота населення становила 426 осіб/км².  Було 1647 помешкань (176/км²).
Расовий склад населення:
| - 80,9 % — чорних або афроамериканців - 16,8 % — білих - 1,0 % — азіатів - 0,2 % — корінних американців |

До двох чи більше рас належало 0,7 %. Частка іспаномовних становила 1,3 % від усіх жителів.
За віковим діапазоном населення розподілялося таким чином: 33,5 % — особи молодші 18 років, 54,0 % — особи у віці 18—64 років, 12,5 % — особи у віці 65 років та старші. Медіана віку мешканця становила 31,0 року. На 100 осіб жіночої статі у місті припадало 81,6 чоловіків;  на 100 жінок у віці від 18 років та старших — 73,6 чоловіків також старших 18 років.
Середній дохід на одне домашнє господарство  становив 29 438 доларів США (медіана — 19 857), а середній дохід на одну сім'ю — 35 410 доларів (медіана — 25 224). Медіана доходів становила 21 667 доларів для чоловіків та 17 369 доларів для жінок. За межею бідності перебувало 53,4 % осіб, у тому числі 77,1 % дітей у віці до 18 років та 32,6 % осіб у віці 65 років та старших.
Цивільне працевлаштоване населення становило 1200 осіб. Основні галузі зайнятості: освіта, охорона здоров'я та соціальна допомога — 38,6 %, роздрібна торгівля — 11,7 %, публічна адміністрація — 11,2 %.